# Jeremy Kemp
Jeremy Kemp, właściwie Edmund Jeremy James Walker (ur. 3 lutego 1935 w Chesterfield, zm. 19 lipca 2019) – brytyjski aktor filmowy, teatralny i telewizyjny, syn inżyniera Edmunda Reginalda i Elsy May (z domu Kemp) Walker, absolwent Central School of Speech and Drama.

## Filmografia

### Filmy fabularne
- 1963: Kleopatra jako agitator
- 1965: Operacja Kusza jako Phil Bradley
- 1966: Cień olbrzyma jako brytyjski oficer
- 1966: Błękitny Max jako Willi von Klugermann
- 1972: Papież Joanna (Pope Joan) jako ojciec Joanny
- 1976: Obsesja Sherlocka Holmesa jako baron von Leinsdorf
- 1977: O jeden most za daleko jako oficer R.A.F. Briefing
- 1978: Karawany jako dr Smythe
- 1979: Więzień Zendy jako książę Michael
- 1981: Zimowa opowieść (TV BBC) jako król Leontes
- 1982: Powrót żołnierza jako Frank
- 1983: Niespotykane męstwo jako Ferryman
- 1984: Ściśle tajne jako generał Streck
- 1984: Król Lear (TV) jako Cornwall
- 1994: Cztery wesela i pogrzeb jako sir John Delaney, wesele drugie
- 1995: Anioły i owady jako sir Harald Alabaster

### Seriale TV
- 1975: Kosmos 1999 jako dr Ernst Linden
- 1982: Największy amerykański bohater jako Franz Zedlocker / Warden Devereaux
- 1983: Wichry wojny jako brygadier generał Armin von Roon
- 1984: Jerzy Waszyngton jako Horatio Gates, amerykański generał
- 1986: Piotr Wielki jako generał Patrick Gordon
- 1988: Wojna i pamięć jako brygadier generał Armin von Roon
- 1989: Napisała: Morderstwo jako Minister Melnikov
- 1990: Star Trek: Następne pokolenie jako Robert Picard
- 1997-98: Conan jako Hissah Zul